# 混合原子価化合物
混合原子価化合物（こんごうげんしかかごうぶつ、mixed valence compound）もしくは混合原子価錯体（こんごうげんしかさくたい、mixed valence complex）とは物質を構成する同種原子が異なる酸化数（電子状態）を持つ化合物である。代表的なものとしては、鉄の黒錆である四酸化三鉄や顔料の紺青（プルシアンブルー）などが知られている。
また、この様に純物質で同一元素の原子が複数の酸化数をとる状態は混合原子価状態（こんごうげんしかじょうたい、mixed valency）と呼ばれる。
四酸化三鉄の場合、逆スピネル構造をとりFe2+とがFe3+とは異なる対称性を持つ格子点上に存在する。酸化数の異なる原子は電荷が異なる為、低温においては電荷の均衡を解消するように配置するように作用する。したがって、高温から低温の混合原子価状態に成る際に構造変化を起こす場合が知られている。
逆に、構造変化を伴わない混合原子価状態では同等な格子点にある酸化数の異なる原子間で電子が遷移し、電荷移動が生じることにより、原子価が時間的・空間的に変動する原子価揺動（げんしかようどう、valence fluctuation）と呼ばれる現象が見られる。
紺青の濃青色の吸収帯は原子価揺動の際の電子移動に伴うもので、このような原因で生じる吸収帯は混合原子価吸収帯（こんごうげんしかきゅうしゅうたい、mixed valence transfer band）や原子価間電荷移動吸収帯（げんしかかんでんかいどうきゅうしゅうたい、intervalence transfer band）と呼ばれる。一般には原子価揺動が見られない混合原子価化合物でも、変動がきわめて緩やかで凍結状態にあるだけであり、本質的には変動するものと考えられている。
その他にはモリブデンブルーと呼ばれるものが良く知られている。インジュウムカルコゲノイドには多数の混合原子価化合物が含まれており、有機金属では混合原子価により電導性が現れる。

## ロビン‐デイの分類
混合原子価状態の原子間の相互作用の程度により分類され、その分類はロビン‐デイの分類（ロビン‐デイのぶんるい、Robin‐Day classification）と呼ばれる。
- クラスI – 原子価は「束縛」されている。例) 四酸化三鉛(Pb3O4)、四酸化アンチモン（英語版）
- クラスII – 中間的性質。熱により活性化され電子遷移する。この種の物質は強い原子価間電荷移動帯(Inter valenc charge transfer, IVCT)を示し、赤外域から可視域にかけて広いスペクトル吸収を示す。
- クラスIII – 分光学的観測では混合原子価状態を判別できない。クロイツ-タウブ塩が代表例。電荷は複数のサイトに非局在化しており、個々の原子やイオンの価数は非整数となっている。この種の物質も電荷移動による幅広い吸収を近赤域などに示す。